# Euphorbia bulbispina
Euphorbia bulbispina är en törelväxtart som beskrevs av Werner Rauh och Razaf.. Euphorbia bulbispina ingår i släktet törlar, och familjen törelväxter. IUCN kategoriserar arten globalt som sårbar. Inga underarter finns listade i Catalogue of Life.